# Тимошка буна
Тимошката или Зайчарската буна (на сръбски: Тимочка буна или Timočka buna) е селски бунт в Тимошко, Източна Сърбия, организиран в 1883 година от Народната радикална партия.

## Причини
Бунтът е предхождан от продължително противопоставяне между радикалите, борещи се за демократично преустройство на бюрократичната система в Сърбия, и крал Милан Обренович, който се опитва да укрепи властта си. Радикалната партия печели категорично изборите за Скупщина на 7 септември 1883 година, с което предизвиква падането на напредняшкото правителство на Милан Пирочанац. Вместо да даде мандат на партията с най-много депутати, на 21 септември кралят назначава чиновническо правителство начело с Никола Христич (вътрешен министър от времето на княз Михаил Обренович). Христич закрива заседанията на Скупщината още преди тя да е започнала работа по същество и разпорежда разоръжаване на селяните в изпълнение на решената от напредняците военна реформа, която предвижда премахване на народното опълчение и увеличаване на постоянната редовна армия.
Ръководството на Радикалната партия схваща тези действия като подготовка за държавен преврат и отмяна на Конституцията от 1869 година, която гарантира, макар и ограничени, права на парламента. След суспендирането на Скупщината то решава да окаже въоръжена съпротива на всеки подобен опит от страна на краля.

## Развой
Размириците възникват в последните дни на септември, когато властите в Църноречкия окръг се опитват да изземат пушките на селяните. На съпротивата на местните жители властите отговарят с арести. До ескалация се стига на 18 октомври, когато бунтовници щурмуват затвора в град Болевац и освобождават арестуваните. В следващите дни бунтът се разширява към Сокол баня и Зайчар. На 26 октомври е сформиран временен въстанически комитет в Княжевац, който организира по-малки комитети по места на мястото на отстранената законна администрация. Начело на бунта са Маринко Ивкович, Любомир Дидич, Аца Станоевич и други дейци на Радикалната партия. Броят на последователите им достига 15 000 души.
Крал Милан реагира на събитията, като обявява военно положение във въстаналите райони и отменя законите за свобода на печата и събранията. През нощта на 25 срещу 26 октомври са арестувани намиращите се в Белград членове на главния комитет на Радикалната партия (с изключение на Никола Пашич, който часове по-рано се прехвърля на австрийска територия в Земун и от там във Видин). Преди бунтът да достигне Морава, в Тимошко е изпратена малобройна, но снабдена с оръдия и дългобойни пушки редовна войска начело с генерал Тихомил Николич. Благодарение на превъзходството си над по-слабо въоръжените селяни, в рамките на седмица тя усмирява района. При Честобродица, Банска клисура и Вратарница бунтовниците се опитват да окажат отпор, но са пръснати. Водачите им са изловени или бягат през границата в България. На 1 ноември армията възстановява реда и във въстаналия Алексинац.

## Последици
Непосредствено след края на размириците в Зайчар е учреден военен съд, пред който са изправени стотици действителни и предполагаеми участници в бунта. Издадени са 94 смъртни присъди, от които са изпълнени 20. (Част от осъдените са избягали от страната, на други присъдите са заменени с по-леки.) Над 600 души са осъдени на принудителен труд или затвор.
На смърт са осъдени трима от водачите на Радикалната партия – Никола Пашич (който обаче е избягал в България заедно с десетки други радикали), Пера Тодорович и Раша Милошевич (кралят заменя присъдите на последните двама с 10 години затвор).